# Gregor Strasser
Gregor Strasser (Geisenfeld, 31 mei 1892 - Berlijn, 30 juni 1934) was een Duits nationaalsocialistisch politicus en broer van Otto Strasser.

## Biografie
Gregor Strasser stamde uit een ambtenarenfamilie. Hij bezocht het gymnasium en studeerde later voor apotheker. Tijdens de Eerste Wereldoorlog vocht hij in het Duitse leger en behaalde de rang van eerste luitenant. Na de Eerste Wereldoorlog was hij apotheker en organiseerde hij een völkisch (antisemitisch) vrijkorps.
In 1921 werd hij lid van de NSDAP (Nationaalsocialistische Duitse Arbeiderspartij) van Adolf Hitler. Strasser nam in 1923 deel aan de Bierhalleputsch (bierhal-staatsgreep) van de nazi’s. Deze staatsgreep mislukte en Strasser zat enige tijd gevangen. In 1924 kwam hij vrij.
In datzelfde jaar werd hij voor de Deutsch-Völkische Freiheitspartei, de opvolger van de (tijdelijk) verboden NSDAP, in de Rijksdag gekozen. Tot 1933 bleef hij lid van de Rijksdag.
In 1925 trad zijn broer Otto Strasser toe tot de NSDAP. Samen met Joseph Goebbels vormden zij de socialistische en linkse vleugel van de nazipartij, die onder meer nationalisering van grote bedrijven, verdrijving van grootkapitalisten en een sociale welvaartspolitiek voorstond. Gregor Strasser werd in 1925 ook oprichter van de Berlijnse Sturmabteilung (SA) die tegen reactionairen, Joden en communisten vocht in de Berlijnse straten.
Vanaf 1930 was hij echter voortdurend in conflict met Hitler over de koers van de NSDAP. De broers stonden een socialistische revolutie voor, maar Hitler voelde daar niets voor; de latere Führer wenste geen klassenstrijd met de reactionairen en fabrikanten en zette juist in op steun van nationalistische Duitse fabrikanten. Na de machtsovername zou dan het sociale welvaartsprogramma voor de Duitse arbeiders vanzelf wel opgelegd worden. Strasser wenste echter voordien harde maatregelen tegen groot-bedrijven. Broer Otto Strasser trad kort daarop uit de partij. Ondanks de problemen met Hitler werd Strasser in 1932 Rijksorganisatieleider van de NSDAP. In de herfst van 1932 onderhandelde hij met generaal Kurt von Schleicher over een te vormen regering. Von Schleicher bood Strasser het vicekanselierschap aan in een ‘sociale regering.’ De besprekingen lekten echter uit, waarna Strasser, die inzag dat dit voor Hitler onacceptabel was, op 8 december 1932 al zijn partijfuncties neerlegde. In 1933 moest hij zich ook terugtrekken uit de Rijksdag.
Op 30 juni 1934 werd Gregor Strasser tijdens de Nacht van de Lange Messen (partijzuivering) vermoord door Himmlers SS-milities.

## Ideeën
Van Strasser is vooral de kreet "uit de weg, oude mannen" bekend .

## Carrière
Strasser bekleedde verschillende rangen in zowel de NSDAP als Sturmabteilung. De volgende tabel laat zien dat de bevorderingen niet synchroon liepen.
| Datums                                           | Beiers leger               | NSDAP                       | Sturmabteilung   |
| ------------------------------------------------ | -------------------------- | --------------------------- | ---------------- |
| 1 - 18 augustus 1914                             | Kriegsfreiwilliger         | —                           | —                |
| 16 januari 1915                                  | Kanonier                   | —                           | —                |
| 24 mei 1915                                      | Überzähliger Gefreiter     | —                           | —                |
| 1 september 1915                                 | Überzähliger Unteroffizier | —                           | —                |
| 29 november 1915                                 | Vizefeldwebel d. R.        | —                           | —                |
| 8 januari 1917                                   | Offiziersstellvertretender | —                           | —                |
| 7 januari 1916 - 13 januari 1917 (zonder Patent) | Leutnant der Reserve       | —                           | —                |
| 1917 - 1918                                      | Oberleutnant d. R.         | —                           | —                |
| April 1921                                       | —                          | Ortsgruppenleiter der NSDAP | —                |
| 1925                                             | —                          | Gauleiter der NSDAP         | —                |
| 18 december 1931                                 | —                          | —                           | SA-Gruppenführer |

## Lidmaatschapsnummers
- NSDAP-nr.: 9 (lid geworden februari[6] 1921, hernieuwd lid 25 februari 1925[5])
- SS-nr.: geen lid

## Onderscheidingen
Selectie:
- Gouden Ereteken van de NSDAP op 1 februari 1934[11]
- IJzeren Kruis 1914, 1e Klasse[4][6] (augustus 1918[11]) en 2e Klasse[4][6] (14 mei 1917[11])
- Gewondeninsigne 1918 in zwart in 1918[11]
- Insigne van de SA bijeenkomst bij Brunswijk 1931 in 1931[11]